# Podosporiella verticillata
Podosporiella verticillata är en svampart som beskrevs av O'Gara 1915. Podosporiella verticillata ingår i släktet Podosporiella, divisionen sporsäcksvampar och riket svampar.   Inga underarter finns listade i Catalogue of Life.